# Franz Müller (Sportfunktionär, 1886)
Franz Müller (* 29. September 1886; † 17. Dezember 1963) war ein deutscher Sportfunktionär. Er war von 1946 bis 1960 Vorsitzender des Badischen Sportbundes.

## Werdegang
Müller war in Karlsruhe Inhaber eines Schuhgeschäfts. Von 1948 an leitete er die Toto-Hauptstelle.
Seine sportliche Heimat war der Karlsruher Turnverein 1846, den er von 1942 bis 1954 als Vorsitzender führte. Nach der zwischenzeitlichen von den US-amerikanischen Besatzungsbehörden verfügten Auflösung des Vereins betrieb er 1945 die Wiedergründung.
Als unbelasteter Funktionär und Vertreter der bürgerlichen Vereine wurde er am 7. November 1945 als Vorsitzender der Abteilung Sport im Kreisjugendkomitee Karlsruhe eingesetzt und kurze Zeit später als Sportbeauftragter des Stadt- und Landkreises Karlsruhe eingesetzt. Aufgabe war es, den Sportbetrieb gemäß den Vorgaben der Militärregierung zu reorganisieren. Ab Mitte Dezember 1945 war er auch Landessportbeauftragter für Nordbaden.
Mit der Gründung des Badischen Sportbundes im März 1946 wurde Müller zu dessen erstem Vorsitzenden gewählt und blieb bis 1960 im Amt.
Er gehörte dem Rat der Stadt Karlsruhe an und war dort Mitglied des 1950 gegründeten Sportausschusses.

## Ehrungen
- 1956: Verdienstkreuz 1. Klasse der Bundesrepublik Deutschland